# Fülzsír

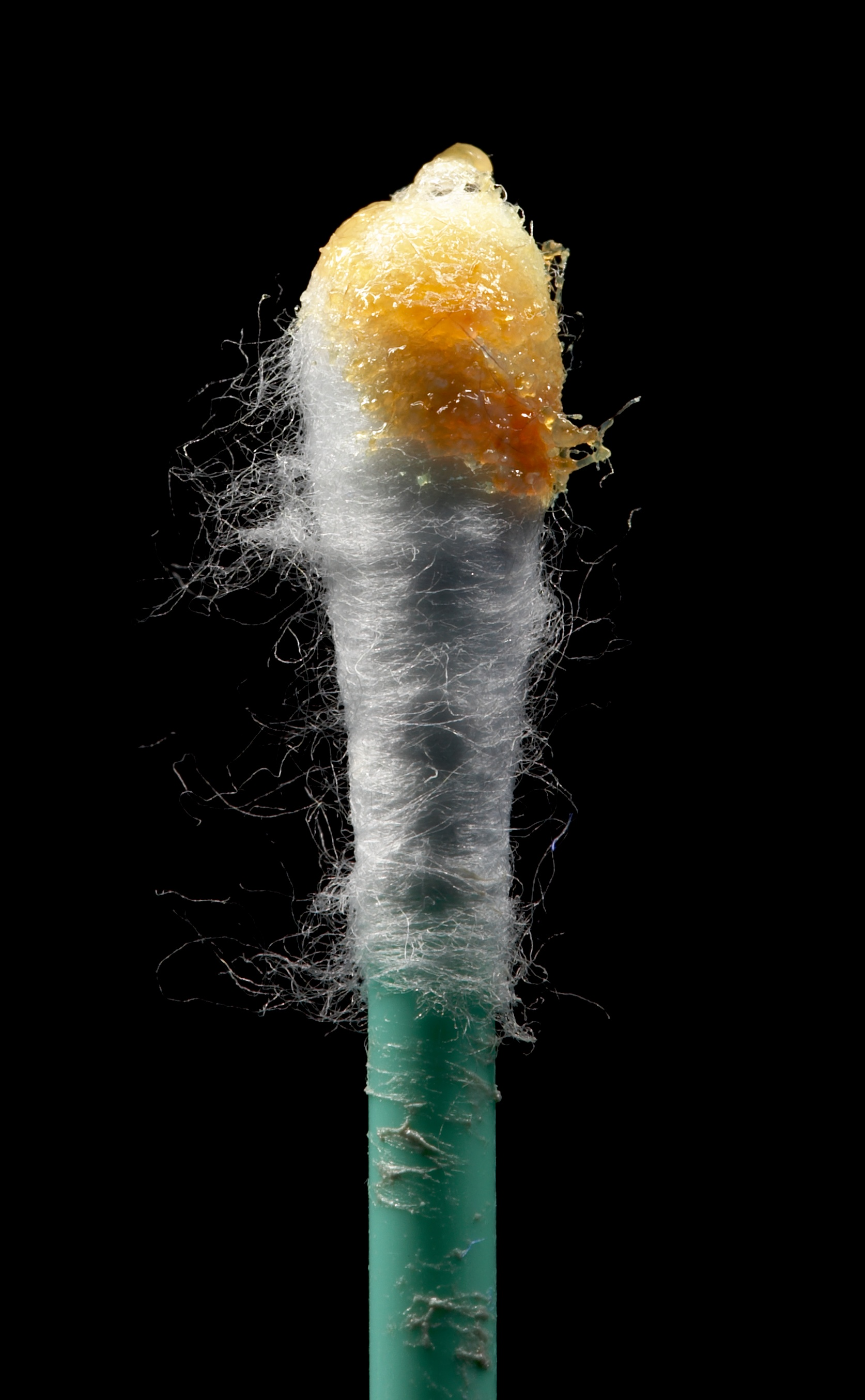
A fülzsírmirigyek (glandulae ceruminosae) által termelt nedves, barna és ragacsos fülviasz fültisztító pálcika vattacsomóján

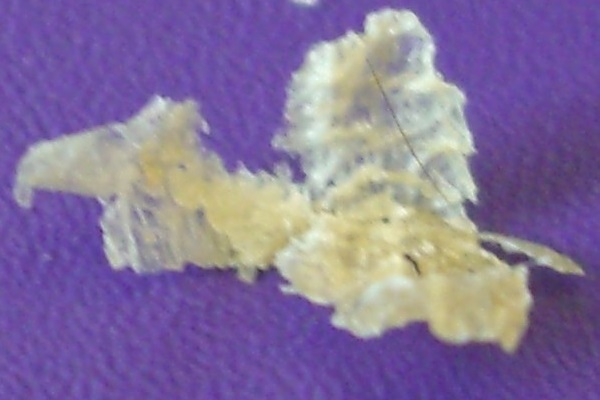
Száraz fülviasz, kelet-ázsiai vagy amerikai őslakosokra jellemzően fehér

A fülzsír (orvosi nyelven cerumen a. m. fülviasz) az ember illetve számos állatfaj fülében termelődő nedves, barna, kenőcsszerű anyag. A hallójáratban elhelyezkedő apokrin mirigyek (glandulae ceruminosae) termelik. Normális körülmények között beszárad, majd rágás vagy beszéd közben a hallójáratból észrevétlenül kipereg. Mennyisége egyénenként változik.

## Az összegyűlt fülzsír
A fülzsír néha összegyűlik és a hallójáratot eldugaszolja, ilyenkor az eltávolítása szükséges. Kizárólag orvos végezheti ezt a feladatot. A szakszerűtlen eltávolítási kísérletek akár hallójárat-gyulladást, a fülzsír vagy az idegentest beljebb jutását, sőt a hallást tartósan károsító, életveszélyt is jelentő dobhártya- vagy belsőfülsérülést eredményezhetnek. A panaszt okozó fülzsírt, valamint a hallójáratba gyakran jutó idegentesteket kifecskendezéssel vagy műszerrel távolítja el a szakorvos.
Kétféle fülzsír létezik – nedves és száraz, amelynek a genetikai hátterét 2006-ban fedezték fel. A nedves fülzsír a kaukázusi és az afrikai emberek körében gyakoribb, jellemzően sötét sárga és ragadós. A mongoloid nagyrassz vagy az amerikai indiánok esetében a fülzsír általában világos színű, száraz és pelyhes.

## A helyes fültisztítás
Téves az az elképzelés, miszerint a fülzsírt a tisztálkodás hiánya okozza. Sőt, a bejutó és beszáradó szappanhab még csak fokozhatja a képződését. A hallójárat tisztítása vakarása fogpiszkálóval, gyufaszállal, szemüveg szárával vagy hajtűvel veszélyes. Fültisztításkor csak hegyesre sodort, esetleg olajos vattát használjuk, és ne nyúljunk mélyebben a hallójáratba, mint amennyire ez erőltetés nélkül ily módon lehetséges.